# Slanc
Slanc je priimek več znanih Slovencev:
- Karel Slanc (1851—1916), pravnik, politik in publicist